# Montescourt-Lizerolles
Montescourt-Lizerolles – miejscowość i gmina we Francji, w regionie Hauts-de-France, w departamencie Aisne.
Według danych na styczeń 2014 roku gminę zamieszkiwało 1709 osób, a gęstość zaludnienia wynosiła 271,7 osób/km².